# Les Urbaines

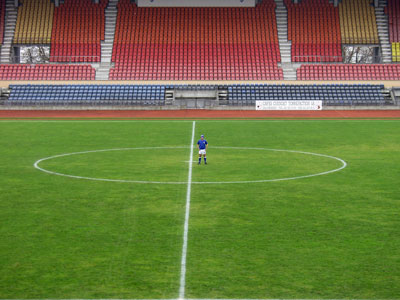
Massimo Furlan, Numéro 23, au festival des Urbaines en 2002

Les Urbaines est un festival d'art contemporain annuel, pluridisciplinaire, à Lausanne. 
Il présente des projets de courants artistiques émergents, pendant le premier week-end de décembre, dans plusieurs lieux d'arts (ou non) de la ville. Fondé en 1996, à l'origine associatif, il est géré par une fondation depuis 2007. L'entrée au festival est gratuite.

## Programmation
2013: Aline Zeltner, Ann Liv Young, Anne Sylvie Henchoz / Charlotte Herzig, Apostille, Ashkelon, Audrey Cavelius,
Aurélien Gamboni, Bastien Aubry / Dimitri Broquard, Ben Bennett, Celia und Nathalie Sidler, Co La, Collectif Rodynam,
Copains Sauvages, Emilie Guenat / Nicolas Raufaste, Falk Hübner, Florence Jung, Florentina Holzinger / Marta Ziółek,
Georges Blunier, Harry Merry, Haus am Gern, Heiko Blankenstein, Hotcha und Amateur, Joe La Noïze, Karen Geyer,
Kathleen Daniel, Laetitia Bech / Jérémy Piningre, Linus Bill / Adrien Horni, Livia Johann, Lukas Huber, Marina
Belobrovaja, Martin Chramosta, Mateo Luthy, Misha Chanelle Andris, Monsignore Dies, Navid Tschopp, Nelly Haliti, Nils
Amadeus Lange and friends, Olivier Rossel, Patrick Meury, Pawel Ferus, Prostitutes, Ramon Feller / Matthias Liechti /
Simon Fahrni, Raphael Defour, Rodrigo Sobarzo, Samuel, Sarah Bernauer / Garrett Nelson, Shrimp Boy presents Triad
God, Till Hillbrecht, ultra, VANDAG, Veronika Spierenburg, Von Calhau, Wink Witholt, Zhana Ivanova, ZOV
2012: Aldo Mozzini, Alma Söderberg, Anne-James Chaton, Aude Pariset & Juliette Bonneviot, Augustin Rebetez et Noé
Cauderay, Berry Patten, Ex-Easter Island Head, Floris Vanhoof, Gnod, Grégory Stauffer, Grouper, Hannah Perry, Herr
Warmblüter, Hype Williams, L’Ocelle Mare, Lexie Mountain, Lucas Herzig, Lucky PDF, LX Sweat, Mélodie Mousset,
Minimetal, Olivier Marboeuf, Paul Dunca & Krassen Krastev, Pauline Curnier Jardin, Pedro Wirz, Peter Fengler, projets
de recherches ECAL - HEAD - SINLAB, Renee van Trier, Robert Steijn, Samuel Levack & Jennifer Lewandowski, Sewn
Leather, Tomas Gonzalez, Tomislav Feller & Manuel Scheiwiller, Uriel Orlow, Zimoun
2011: Adrian Lohmüller, Adrien Missika, Adrien Rupp, Andrei Ujica, Animal de corps, Anna Byskov, Athene Galiciadis,
Attila Faravelli, Aurélien Froment, Aurelien Gamboni, Baptiste Gaillard, Bill Orcutt, Chloé Maillet, Daniel Savio, Diemo
Schwarz, Emre Hüner, Étienne Jaumet, Florian Graf, Frédéric Blondy, Gertjan van Gennip, Gino, Gordon Matta-Clark,
I.R.M.A.R., Joxaren, Kara Uzelman, Katy Hernan, La Compagnie de Genève, LA Vampires, Les chiens de Navarre,
Limonious, Louise Hervé, Maria Minerva, Mille, Monya Pletsch, Nicola Martini, Olivier Bosson, Pascal Schwaighofer,
Philippe Wicht, Pierre Gordeeff, Pol, Pye Corner Audio, Raphaël Julliard, Riccardo Arena, RoboR, Roll The Dice,
Snejanka Mihaylova, Stefan Burger, Vittorio Cavallini, Yves Mettler
2010: Alain Declercq, Ben Russell, Bertille Bak, Bertrand Dezoteux, Carlos Casas, Christopher Füllemann, David Blandy,
Domenico Billari, Dominique Gillot, Don Vito, Doris Lasch, Ursula Ponn, Dragana Sapanjos, Eggerschlatter, Emmanuel
van der Auwera, Floating Points, Frédéric Post, Fabien Clerc, Funkineven, Gerritt Wittmer, Paul Knowles, Guillaume
Désanges, House of John Player, Internet 2, Jacques Loeuille, Jean- Charles Fitoussi, Julien Prévieux, Kerim Seiler, La
Placette, Laetitia Dosch, Luc Mattenberger, Luigi Presicce, Marie- Caroline Hominal, François Chaignaud, Marion Duval,
Miet Warlop, Mike Slott, Minimetal, Oliver Ross, Oppy de Bernardo, Ottaven, Paul White, Roaming, Thomas Clerc,
Volcano The Bear, Von Spar, Yves-Noël Genod
2009: 2b Company, Action Beat, Alexandra Navratil, Anne Rochat, Benjamin Seror, Caroline Lam, Catherine Bertola,
Cristian Chironi, Cristian Valenzuela, David Maranha, Dimlite, DJ Nacht und Nebel, Edwin van der Heide, Emeralds,
Encyclopédie de la Parole, Ghostape, Goodie Pal, Guillaume Pilet, Image Junky, Jahbitat, James Blackshaw, Jan
Adriaans, Jean-Marie Reynier, Jean-Philippe Convert, Jelena Martinovic, Katia Ritz, Christian Pahud, Florian Hauswirth,
Kiko C. Esseiva et Scillia Lorage, King Midas Sound, Kiun Kim, Le Club des Arts, Marcelline Delbecq, Maria AA, Martina-
Sofie Wildberger, Marzia Migliora, Michael Hiltbrunner, New Look, Nico Dockx, Olivier Bosson, Omar Ba, Owl Project,
P.Love, Rossella Biscotti, Rä di Martino, Samiyam, Scenocosme : Grégory Lasserre et Anaïs met den Ancxt, Simon Deppierraz et Aurélien Collas, Solvej Dufour
Andersen, Spezialmaterial, START, Stefanie Grubenmann, The Cause of Inflation Damage Limitation Orchestra, Tiz-y-
Ana, Tom Lang, Vague DJ, White Circle Crime Club
2008: Alog, Anne Delahaye, Nicolas Leresche, Christodoulos Panayiotou, Claude Rueger, Dafne Boggeri, Dafne Boggeri,
Eric Jeantet, Fiona Wright, Francis Baudevin, Groupshow, Jürg Lehni et Alex Rich, Kate McIntosh et Eva Meyer-Keller,
Luft, Michael Hiltbruner, Nathalie Nicolas, Norient, Oliver Laric, Pierre Bastien, Prinzhorn Dance School, Ruti Sela et
Maayan Amir, Shit and Shine, Sofia Dias et Vitor Roriz, Strotter Inst., Svuco, Terry O'Connor, The Telescopes, Video
Music
2007: at/on, Andrey Kiritchenko, Arnaud Mirland, Blakam, BOXON, Brutal vainqueur, David Adamo, Delphine Bovey,
Emmanuelle Pireyre, Everything Material, Something Immaterial, François Virot, Frank Landes, Gabrielle Giattino,
Guillaume Reymond, Gyan Panchal, Howie Chen, Jason Kahn, Jérémie Gindre, José León Cerrillo, Kalabrese and his
Rumpelorchestra, Kutti MC, Lau Nau, Lauland, Laura Kalauz, Stéphanie Pfister, Marie Avril, Marina Belobrovaja, Mika
Tajima, New Humans, Nicolas Tardy, Niels Wehrspann, Olivier Bosson, Paul Wirkus, Percevalmusic, Peter Stoffel,
Raphaël Zarka, Ray Lee, Roberto Vitali, Secondo, Senking, Sidney Stucki, Softland, Stephanie Grubenmann, Tim
Hecker, Tuk + Kurt d'Haeseleer, Valentin Altorfer
2005: AGF, Cuizinier, Rolax, Alexandra Dederichs, Jennifer Hoernemann & Rainer Knupp, Cezary Tomaszewski, Feadz, Muriel
Imbach & Emma Ribbing, Justice, Krazy Baldhead, Eric Croes, Régis Golay, Laurent Thiry, Larytta, Christian Waldvogel,
Barbara Meisner, Roger Behrens, Jürg Hundertpfund, Anthony Vouardoux, Roméo Andreani, Tania Zambrano, Marcel
Cremer, Luca Merlini, Les jeunes vidéastes de suisse romande, Ursula Ledergerber, Orgasmic le toxicologue, Paul
Kalkbrenner, Pedro Winter, Ryota Kuwakubo, Reiko Yamaguchi, Roberto Roccobelly, Round Table Knights, Tabea
Martin, Muriel Décaillet, Carla Demierre, Catalina Ramelli, Joachim Montessuis, Thierry Simonot, Rudy Decelière,
Natalie Beridze, Teamtendo, Zavoloka
2004: Art orienté objet, Cinzia Scordia, Emmerhoff & The Melancholy Babies, Ethical Bros, Federico Baronello, Formazero,
Fred Pradeau, Geoffrey Cottenceau, Hugo Race, Jem Cohen, John Palmesino, Julia Tabakhova, Kikko Solaris,
Lab_Place, maO, Maurizio Leonardi, Modeselektor, Monno, mPALERMU, Nouvelle Vague, ON/Stalker, Osservatorio
Nomade, Peter Regli, Quenum, Rachel Vulliens, Tes, Toboggan
2003: Alexandra Bachzetsis, Andrea Thal, Doc Scott, Emile Genoud, Fabrice Stroun, Gaspard Buma, Happypets & Pussy
Galhore, Isabelle Schad, Jérémie Kisling, Karl Lagerfeld ne nous attendra pas à la sortie, Laurent Gérard, Mai-Thu
Perret, Mijatoho, Mike Winter, Quer Design, Raphaël Bornand, Roberto Garieri, Sandro Hofer, Stanislas Romanovski,
Sub 6 Crew, Tobias Thomas & Michael Mayer, Reinhard Voigt, The Modernist, Yan Duyvendak, Young-Soon Cho Jaquet
2002: Alberto Grozio, Ben Merlin, Chris Haring, Christophe Fellay, Cyril Verrier, David Encinas, Décosterd & Rahm, Eric Borgo,
Eric Madeleine, Hayao Miyazaki, Hiroyuki Okiura, Ilan Nguyen, Isao Takahata, Jamie Lewis + Andy Funk, Katja
Schenker, Kazuya Tsurumaki, Kendra Walsh, Klaus Obermaier, Kunihiko Ikuhara, Loopmatic, Maria Donata d'Urso,
Martin-Pierre Baudry, Massimo Furlan, Nathalie Huber, Oxia, Rintaro, Ryutaro Nakamura, Samuel Blaser, St-plomb,
Stéphane Vecchione, The Hacker
2001: 400asa, Alberto Grozio, Alex Attias, Amy O'Neill, Ana Axpe, Carl Craaig, Claude Gentinetta, Collectif Alis, Dj Goo, Elodie
Pong, Ernest Ansorge, Ernest Ansorge, Georges Schwizgebel, Georges Schwizgebel, Isabelle Favez, Javier Garcia,
Jonas Raeber, Killian Dellers, Kyle Bukhari, Loopmatic, Manuel Vason & Lisa Giulia, Marisa Carnesky, Massimo Furlan,
Mirko Loco, Nena 1, Olga Mesa, Rafael Sommerhalder, Rainbow Factory, Rhythm King And Her Friends, Rita Küng,
Robi Engler, Simon Piniel
2000: Anne Delahaye, Anne-Julie Raccoursier, Clive Jenkins, Elise Gagnebin de Bons, Emilie Deleuze, Evelyne Murenbeeld,
Fatih Akin, Genêt Mayor, Girls Power Bass Nat, Henri-François Imbert, Hideto Heshiki, I'm Cyber, Jacques Maillot, Judith
Cahen, Kazuko Hohki, Lauris Paulus, Marco Berrettini, Marco Berrettini, Marco Berrettini, Mashup, Massimo Furlan, Mc
Marshmello, Mirko Loko, Nicholas Bruce, Niki Good, Olivier Zuchuat, Panos Karkanavatos, Patrice Barthes, Patrice
Barthès Cie, Salvatore Freda, Sterac, Sun-Hye Hur, TJ, Youtci Erdos
1999: Antoine Jaccoud, Bernard Dossin, Carl Leyel, Christian Davi, Christian Hutzinger, Clara Batlliori, Compagnie Eclectique,
Compagnie Rialto, Constance Jeanjaquet, Danielle Brazell, Dash, Denis Maillefer, Dj Die, Eszter Csurka, Flying Red
Fish, Francois Marin, Fulvio Bernasconi, Happy Pet's, Iota, Jacques Roman, Kamal Musale, Katja Schenker, Lil'freak,
Lyn C, N-Twan, Nadia Fares, Pat Heart, Robert Pacitti, Solveg, South Soniks, Stina Werenfels, Styro 2000, Tamatakia,
Thomas Thümena, Velma, Vibes, Victorine Müller, Wageh George, Yegya Arman
1998: Aida Makoto, Andrea Staka, Animart, Anna Luif, Ariane Moret, ATT2, BACK 2 THE ZOO, Bomb 20, Bruno Deville,
Caroline Suard, Cédric Comtesse, Cie Tranzplantation, Compagnie Nonante-Trois, Daniel Maurer, Démis Herenger, Dj
Aphrodite, Dominique Margot, Ec80R, Eveline Arnold, Felix Ruckert, Felix Ruckert, Femin'art, Franko B, Frédéric
Mermoud, Gilles Jobin, Hellmute, Isabelle Bonillo, Jacques Roman, Jean-Louis Millet, Katharina Vogel, Katrin Oettli, La
Ribot, Lady Lo, Laurence Stajic, Laurent Nègre, Les Chaisés, Lois Keidan, Matsukage Hiroyuki, Meiwa Denki, Membran,
Men Lareida, Michel Bettex, Miguel Quebatte, Nan Goldin, Nicky Blackmarket And Mc Foxy, Oli-D, Oscar Satio Oiwa,
Ozawa Tsuyoshi, Ozawa Tsuyoshi, Parco Kinoshita, Parco Kinoshita, Patrick Tresch, Philippe Mach, Pilar Anguita-
Mackay, Powderrose, Rafael Sommerhalder, Raphaël Michoud, Rouben Bach, Sämi Ammann, Sébastien Dubugnon,
Shizuo, Simon Piniel, Ulrich Fischer, Undergod, Zita Bernet
1997: Aussi, Claudio Coccoluto, Dj Bab Ban et Dj Cri Cri, Erwan Frotin, Face 2 Face, Florence Richez, Gilles Jobin,
Isabelle Chanson, Jacques Demierre, Jean-Marc Richard, Jeff Mills, Joel Cruchaud, Lauris Paulus, Les Filles de la
Station Shell, Mendelson, Mich Gerber, Mireille Batby, Neven, Patrick Magnin, Paulo Henrique, Sandy Mailard, Stéphane
Paquier, Suze, Sylvie Courvoisier, Zorg
1996: 4 As All - concert, Chris et DJ Virtual, Duo Matô, Ellen James, Eric Borgo, Funk from 2000, Goldenguy, Habits-
Zarbis, Hös N'Hör, Ineffect, Jeff Jianadda, Koleczko et Delarue, Laurent Garnier, Le Gooster, Maurice Guerandi, Michael
von der Heide, Miss B., Nova Nova, Patrick Duvoisin, Pierre Audétat, Raphaëlle Blancherie, Rémy Sciola, Ruben Bach,
Scan X, Sébastien Chollet, Ska Machine, Slope, Tribal Contest